# Interneuron
Interneuron är specialiserade nervceller inom det centrala nervsystemet vars uppgift är att fungerar som relästationer mellan axonen som utgår från hjärnan och synapserna från de efferenta neuronerna samt mellan axonen från de afferenta neuronerna till hjärnan via ryggmärgsnerven. Ju fler interneuroner mellan afferenta meddelanden och efferenta svar, desto komplexare rörelser är möjliga. Uppskattningsvis finns det omkring 200 000 interneuroner för varje afferenta neuron och totalt beräknas det finnas ca 100 miljarder interneuroner. De deltar bland annat i polysynaptiska reflexer (i ryggmärgen). Dessa neuron finns utspridda i flera delar av centrala nervsystemet, i hjärnbarken (lamina granularis interna), lillhjärnan samt ryggmärgen, där de utför olika funktioner.
Mångfalden av interneuron i hjärnan är högre ju komplexare funktioner som utförs av området. Högsta andelen interneruronen i hjärnan finner vi neocortex, området i hjärnan som tros ansvara för medvetandet. I hjärnan finns det ett flertal olika typer av interneuron som olika funktioner. De skiljer sig i bland annat i anslutningsfunktioner och form som tillåter dem att uppfylla sin specifika roll.